# Lambert Bainomugisha
Lambert Bainomugisha (* 12. Juli 1961 in Kashumba, Uganda) ist ein ugandischer Geistlicher und römisch-katholischer Erzbischof von Mbarara.

## Leben
Lambert Bainomugisha studierte in seiner Heimat Philosophie und Theologie und empfing am 13. Juli 1991 das Sakrament der Priesterweihe für das Bistum Mbarara.
Nach der Priesterweihe war er in der Pfarrseelsorge tätig und ging 1994 zu weiteren Studien nach Kanada, wo er an der Saint Paul University einen Abschluss in Kanonischem Recht erwarb. Nach der Rückkehr in die Heimat war er von 2000 bis 2005 Kanzler des Erzbistums Mbarara.
Am 2. Juli 2005 ernannte ihn Papst Benedikt XVI. zum Titularbischof von Tacia Montana und zum Weihbischof in Mbarara. Der Erzbischof von Mbarara, Paul Bakyenga, spendete ihm am 1. Oktober desselben Jahres die Bischofsweihe; Mitkonsekratoren waren der Bischof von Kabale, Callistus Rubaramira, und der emeritierte Bischof von Mbarara, John Baptist Kakubi.
Papst Franziskus ernannte ihn am 25. April 2020 zum Erzbischof von Mbarara. Die Amtseinführung fand am 20. Juni desselben Jahres statt.